# Балак (Армения)
Балак (арм. Բալաք) — село в Сюникской области (Армения).

## География
Находится на правом берегу реки Воротан вблизи Ангехакотского водохранилища, близлежащее село Шагат находится к северо-западу в 2 км.

## Экономика
- Сырзавод «Балаки лчак»[2]